# Lenford Singh
Lenford Singh (8 agosto 1985) è un calciatore britannico originario di Turks e Caicos, centrocampista dello SWA Sharks e della Nazionale di Turks e Caicos.

## Carriera

### Club
Nella stagione 2010-2011 ha giocato al Provopool. Nel 2016 ha militato nel Cheshire Hall. Nel 2017 ha giocato per lo Small World United. Nel 2018 è passato al Beaches. Nel 2019 si è trasferito allo SWA Sharks.

### Nazionale
Ha debuttato in Nazionale il 2 settembre 2006, in Cuba-Turks e Caicos (6-0). Ha messo a segno la sua prima rete con la maglia della Nazionale il 14 novembre 2019, in Turks e Caicos-Sint Maarten (3-2), siglando la rete del momentaneo 2-2 su assist di Jeff Beljour al minuto 75.

## Statistiche

### Cronologia presenze e reti in Nazionale
Statistiche aggiornate al 12 maggio 2021.
| Cronologia completa delle presenze e delle reti in nazionale ― Turks e Caicos | Cronologia completa delle presenze e delle reti in nazionale ― Turks e Caicos | Cronologia completa delle presenze e delle reti in nazionale ― Turks e Caicos | Cronologia completa delle presenze e delle reti in nazionale ― Turks e Caicos | Cronologia completa delle presenze e delle reti in nazionale ― Turks e Caicos | Cronologia completa delle presenze e delle reti in nazionale ― Turks e Caicos | Cronologia completa delle presenze e delle reti in nazionale ― Turks e Caicos | Cronologia completa delle presenze e delle reti in nazionale ― Turks e Caicos |
| Data                                                                          | Città                                                                         | In casa                                                                       | Risultato                                                                     | Ospiti                                                                        | Competizione                                                                  | Reti                                                                          | Note                                                                          |
| ----------------------------------------------------------------------------- | ----------------------------------------------------------------------------- | ----------------------------------------------------------------------------- | ----------------------------------------------------------------------------- | ----------------------------------------------------------------------------- | ----------------------------------------------------------------------------- | ----------------------------------------------------------------------------- | ----------------------------------------------------------------------------- |
| 02-09-2006                                                                    | L'Avana                                                                       | Cuba                                                                          | 6 – 0                                                                         | Turks e Caicos                                                                | Qual. Gold Cup 2007                                                           | -                                                                             | 60’                                                                           |
| 06-09-2006                                                                    | L'Avana                                                                       | Bahamas                                                                       | 3 – 2                                                                         | Turks e Caicos                                                                | Qual. Gold Cup 2007                                                           | -                                                                             | 54’                                                                           |
| 06-02-2008                                                                    | Providenciales                                                                | Turks e Caicos                                                                | 2 – 1                                                                         | Saint Lucia                                                                   | Qual. Mondiali 2010                                                           | -                                                                             | 46’                                                                           |
| 26-03-2008                                                                    | Vieux-Fort                                                                    | Saint Lucia                                                                   | 2 – 0                                                                         | Turks e Caicos                                                                | Qual. Mondiali 2010                                                           | -                                                                             | 61’                                                                           |
| 02-07-2011                                                                    | Providenciales                                                                | Turks e Caicos                                                                | 0 – 4                                                                         | Bahamas                                                                       | Qual. Mondiali 2014                                                           | -                                                                             |                                                                               |
| 09-07-2011                                                                    | Nassau                                                                        | Bahamas                                                                       | 6 – 0                                                                         | Turks e Caicos                                                                | Qual. Mondiali 2014                                                           | -                                                                             | 44’                                                                           |
| 23-03-2015                                                                    | Basseterre                                                                    | Saint Kitts e Nevis                                                           | 6 – 2                                                                         | Turks e Caicos                                                                | Qual. Mondiali 2018                                                           | -                                                                             | 71’                                                                           |
| 26-03-2015                                                                    | Providenciales                                                                | Turks e Caicos                                                                | 2 – 6                                                                         | Saint Kitts e Nevis                                                           | Qual. Mondiali 2018                                                           | -                                                                             | 45’                                                                           |
| 08-09-2018                                                                    | L'Avana                                                                       | Cuba                                                                          | 11 – 0                                                                        | Turks e Caicos                                                                | Qual. Nations League 2019-2020                                                | -                                                                             | 46’                                                                           |
| 13-10-2018                                                                    | Providenciales                                                                | Turks e Caicos                                                                | 0 – 8                                                                         | Guyana                                                                        | Qual. Nations League 2019-2020                                                | -                                                                             | 73’                                                                           |
| 18-11-2018                                                                    | Providenciales                                                                | Turks e Caicos                                                                | 3 – 2                                                                         | Saint Vincent e Grenadine                                                     | Qual. Nations League 2019-2020                                                | -                                                                             |                                                                               |
| 16-03-2019                                                                    | Nassau                                                                        | Bahamas                                                                       | 6 – 1                                                                         | Turks e Caicos                                                                | Amichevole                                                                    | -                                                                             | 75’                                                                           |
| 21-03-2019                                                                    | The Valley                                                                    | Isole Vergini Britanniche                                                     | 2 – 2                                                                         | Turks e Caicos                                                                | Qual. Nations League 2019-2020                                                | -                                                                             | 68’                                                                           |
| 10-09-2019                                                                    | Providenciales                                                                | Turks e Caicos                                                                | 0 – 3                                                                         | Guadalupa                                                                     | Nations League 2019-2020                                                      | -                                                                             | 82’                                                                           |
| 10-10-2019                                                                    | Willemstad                                                                    | Sint Maarten                                                                  | 2 – 5                                                                         | Turks e Caicos                                                                | Nations League 2019-2020                                                      | -                                                                             | 73’                                                                           |
| 14-11-2019                                                                    | Providenciales                                                                | Turks e Caicos                                                                | 3 – 2                                                                         | Sint Maarten                                                                  | Nations League 2019-2020                                                      | 1                                                                             | 75’                                                                           |
| 17-11-2019                                                                    | Les Abymes                                                                    | Guadalupa                                                                     | 10 – 0                                                                        | Turks e Caicos                                                                | Nations League 2019-2020                                                      | -                                                                             |                                                                               |
| 27-03-2021                                                                    | San Cristobal                                                                 | Turks e Caicos                                                                | 0 – 7                                                                         | Nicaragua                                                                     | Qual. Mondiali 2022                                                           | -                                                                             | 65’                                                                           |
| 30-03-2021                                                                    | San Cristobal                                                                 | Belize                                                                        | 5 – 0                                                                         | Turks e Caicos                                                                | Qual. Mondiali 2022                                                           | -                                                                             | 69’                                                                           |
| Totale                                                                        |                                                                               | Presenze                                                                      | 19                                                                            |                                                                               | Reti                                                                          | 1                                                                             |                                                                               |